# André da Ponte de Quental da Câmara e Sousa
André da Ponte de Quental da Câmara e Sousa (Ponta Delgada, 15 de Abril de 1768 — Ponta Delgada, 21 de Abril de 1845), frequentemente referido por André de Quental, foi um morgado da ilha de São Miguel (Açores), intelectual e poeta de mérito, aderente aos ideais do liberalismo, que se destacou como um dos líderes da revolta liberal de Ponta Delgada que em 1 de Março de 1821 implantou o regime liberal na ilha. Foi deputado às Cortes Gerais e Extraordinárias da Nação Portuguesa e governador da ilha de São Miguel em 1834. Foi avô de Antero de Quental.

## Biografia
Nasceu no seio de uma das principais famílias da aristocracia terratenente micaelense. Filho mais velho, foi morgado e administrador dos bens da família.
Aparentando estar inicialmente destinado a seguir a vida militar, foi estudar para Lisboa, alistando-se como cadete no Regimento da Armada. Integrou-se na vida boémia de Lisboa, sendo amigo íntimo do poeta Manuel Maria Barbosa du Bocage, com quem partilhou a casa. Cedo aderiu aos ideais do liberalismo, aderiu à Maçonaria e foi fundador e membro directivo da sociedade secreta do Conselho Conservador. Em consequência da vida boémia e dos ideais liberais, foi preso e ficou sujeito a vigilância policial.
Ainda assim, durante a ocupação francesa, andou na clandestinidade, percorrendo diversas localidades numa tentativa de organizar um levantamento contra os franceses. Em 1811 foi preso e deportado para a ilha da Madeira, mas em 1812 é autorizada a regressar à ilha de São Miguel, desiludido com a política e obrigado a tomar conta da administração do morgadio familiar. Na viagem de regresso encontrou o tenente-coronel Manuel de Assis Mascarenhas Castelo Branco da Costa Lencastre, o 5.º conde de Sabugal, que vinha deportado pela Regência do Reino para Ponta Delgada. Conviveram e colaboraram na expansão na ilha de São Miguel das ideias do liberalismo e dos ideais maçónicos.
Foi um dos líderes da revolução liberal de 1 de Março de 1821, que implantou o regime liberal em Ponta Delgada e estabeleceu a independência da ilha em relação ao governo da Capitania Geral dos Açores com sede em Angra. Foi eleito vice-presidente do governo interino que ficou a dirigir os destinos da ilha.
Foi eleito deputado às Cortes Constituintes de 1821-1822, sendo um dos signatários da Constituição Portuguesa de 1822. Teve um importante papel na extinção da Capitania Geral dos Açores e na separação do governo das ilhas de São Miguel e Santa Maria do governo da ilha Terceira, embrião da divisão do arquipélago em distritos.
Com a Vilafrancada regressou à ilha de São Miguel, retirando-se da vida política. Em 1833 foi nomeado governador da ilha de São Miguel, mas demitiu-se na sequência do fuzilamento dos calcetas condenados à pena de morte por participarem na Revolta do Castelo. Não voltou a participar na vida política.